# Prenoceratops
Prenoceratops ist eine Gattung der Vogelbeckensaurier (Ornithischia) aus der Gruppe der Ceratopsia.
Prenoceratops dürfte dem verwandten Leptoceratops geähnelt haben, auch wenn bislang nur der Schädel beschrieben wurde. Dieser war flacher und gebogener als der von Leptoceratops, wenngleich die Funde zu stark beschädigt waren, um eine genaue Analyse zuzulassen. Der Kopf war wie bei vielen höher entwickelten Ceratopsia durch das aus Scheitel- und Schuppenbein gebildete Nackenschild charakterisiert, die Zähne wie bei allen Ceratopsia an eine pflanzliche Ernährung angepasst.
Die fossilen Überreste dieses Dinosauriers wurden in der Two-Medicine-Formation im US-Bundesstaat Montana gefunden und 2004 erstbeschrieben. Es war der erste basale Neoceratopsia, dessen Überreste in einem bone bed („Knochenlager“) gefunden wurde – bei den Ceratopsidae sind solche Funde hingegen häufiger. Der Name leitet sich von den griechischen Wörtern prenes (=„geneigt, schief“) und keratops (=„Horngesicht“), einem häufigen Namensbestandteil von Ceratopsia, ab. Typusart und einzig bekannte Art ist P. pieganensis. Der Fund wird in die Oberkreide (mittleres Campanium) auf ein Alter von rund 81 bis 76 Millionen Jahren datiert.
Eine vorläufige kladistische Untersuchung des Erstbeschreibers ordnet Prenoceratops eindeutig in die Leptoceratopsidae ein.